# Salreu
Salreu é uma vila portuguesa sede da freguesia de Salreu do Município de Estarreja, freguesia com 16,54 km² de área e 3673 habitantes (censo de 2021), tendo, assim, uma densidade populacional de 222,1 hab./km².
A 19 de dezembro de 2004 a Assembleia da República aprovou a elevação da sede da freguesia, a povoação de Salreu, à categoria de vila, conjuntamente com Pardilhó, e no mesmo dia em que Estarreja subiu ao estatuto de cidade. A decisão foi promulgada a 7 de Janeiro de 2005, pelo Presidente da República, Dr. Jorge Sampaio e referendada a 13 de Janeiro de 2005 pelo Primeiro Ministro, Pedro Miguel de Santana Lopes.
Salreu dista 2 km da sede do município e está situada na região lagunar da Ria de Aveiro, entre o Rio Antuã e o Rio Vouga. É servida pela EN 109 e pela linha do Norte dos Caminhos de Ferro, sendo limitada pelo município de Albergaria-a-Velha. Salreu também tem um nó de ligação com a A29.

## História
Salreu é uma povoação antiga, situada na margem esquerda do rio Antuã e defronte da ex-vila de Antuã que agora é cidade de Estarreja. A freguesia de São Martinho de Salreu foi parte do Concelho de Bemposta-Figueiredo até ao reordenamento administrativo do regime liberal em meados do século XIX, passando então a integrar o Concelho de Estarreja, tal como as freguesias de Canelas e Fermelã situadas a Sul desta Freguesia de Salreu. Segundo alguns estudiosos, a área geográfica de Salreu tem alicerçada a sua existência em épocas anteriores à ocupação romana. E também é de admitir que seja anterior a Antuã (Estarreja) e que a histórica ligação a Bemposta-Figueiredo, no eixo da estrada romana de Lisboa a Braga e da localização, por ali, da cidade de Talábriga referida no miliário de Antonino, nos possa mostrar as origens da ocupação humana daquele lugar. O olhar atento da geografia e morfologia do terreno na área dá foro a estas hipóteses associadas à proximidade com o mar, à necessidade de sal e á existência de salinas ali, de que agora nem há vestígios. Note-se que ao tempo da ocupação romana, a costa de mar banhava directamente as terras altas a norte de Angeja, a Ria de Aveiro não existia e o Rio Vouga desaguava num delta por ali espraiado. 
A primeira igreja edificada na freguesia de Salreu remonta ao século XII (Fevereiro de 1106) quando os herdeiros da vila rústica de Salreu, Gonçalo Soares, Mendo Obesiz, um outro Gonçalo Soares e Eros Soares, confirmaram e reintegraram o terreno anexo e em redor da igreja para adro e habitação do clérigo aí residente. "Confirmato et integntas passalium de ecclesia sancti Martini Sarleo". Esta carta de reintegração permite-nos concluir que anteriormente a esta data se havia convertido numa freguesia à volta da sua igreja, sob a invocação de São Martinho, fundada e dotada pelos seus fundadores. Tratava-se de uma igreja num nível mais baixo, próximo das águas.
A existência de salinas nesta freguesia é referida num documento do século XIV - contrato entre a Abadessa do Convento de Arouca e Domingos Afonso e Martim Domingues, pelo qual se obrigaram a dar ao Mosteiro "metade do sal que Deos nela der". O sal "era indispensável para a salga do peixe e para a conserva da carne, que foi a primeiro riqueza que nos tempos históricos Portugal exportou em grandes quantidades". Actualmente, e porque esta freguesia se encontra na região lagunar da ria de Aveiro, entre o Rio Antuã e o Rio Vouga, nas zonas mais baixas cultiva-se arroz, que é defendido das águas salobres por taludes de areia.

## Demografia
A população registada nos censos foi:
| Distribuição da População por Grupos Etários | Distribuição da População por Grupos Etários | Distribuição da População por Grupos Etários | Distribuição da População por Grupos Etários | Distribuição da População por Grupos Etários |
| -------------------------------------------- | -------------------------------------------- | -------------------------------------------- | -------------------------------------------- | -------------------------------------------- |
| Ano                                          | 0-14 Anos                                    | 15-24 Anos                                   | 25-64 Anos                                   | > 65 Anos                                    |
| 2001                                         | 591                                          | 508                                          | 2088                                         | 966                                          |
| 2011                                         | 489                                          | 384                                          | 1943                                         | 999                                          |
| 2021                                         | 408                                          | 353                                          | 1814                                         | 1098                                         |

## Toponímia
Diz-se popularmente que o topónimo Salreu deriva, de acordo com a opinião de Rocha e Cunha, de "Sal a reu" isto, é sal com fartura. mas na verdade, tal opinião carece de qualquer fundamento, pois os escritos antigos dos primeiros anos da nacionalidade referem sempre Sarleo, e decompondo esta palavra e pesquisando no latim, aí não encontramos nem sal nem reu. Isto sem prejuízo da verdade documentada, de que aí teriam existido salinas que, pela importância do sal, teriam feito surgir aquele núcleo populacional de Salreu (Sarleo).

## Património
- Casa de Francisco Maria de Oliveira Simões
- Escola das Laceiras
- Igreja Matriz de Salreu
- Hospital Distrital Visconde de Salreu - inaugurado a 18 de Dezembro de 1938 e desativado em 1959
- Porta setecentista no lugar da Senhora do Monte
- Caplas de São Sebastião, de Santa Cristina, da Senhora da Conceição, de Santo António e de Nossa Senhora das Dores
- Casas Grande e do Couto
- Pedra de armas dos Cunhas
- Ruínas da casa de Antuã
- Portal brasonado da casa do bispo de Cochim
- Bustos do visconde de Salreu junto à igreja e em frente dos hospital
- Casa arte nova
- Ruínas do solar dos Bretiandos
- Plátano em frente à igreja
- Hospital
- Casa do Mato
- Núcleo de moinhos de água de Salreu

## Festas e romarias
- S. Martinho - 11 de Novembro
- Senhora do Monte - 15 de Agosto
- Santa Cristina - Último Domingo de Julho
- Encontro de Gerações - 24 e 25 de Junho
- Dia de Salreu - 20 de Abril

## Colectividades
- Os Viscondes - Grupo apeado no carnaval de Estarreja
- Banda Visconde de Salreu
- Associação Cultural de Salreu
- Centro de Cultura e Desporto de Salreu
- Rancho Folclórico As Tricaninhas do Antuã
- Associação Humanitária de Salreu
- Associação Musical do Antuã

## Links associados
- Site da Junta de Freguesia http://www.jf-salreu.pt/
- BioRia http://www.bioria.com/
- Escola da Senhora do Monte http://www.eb1-sra-monte.rcts.pt/escola2.htm
- Escola Visconde de Salreu nas Laceiras https://web.archive.org/web/20090823014512/http://www.eb1-laceiras.rcts.pt/
- Escola de Vale dos Castanheiros https://web.archive.org/web/20041211152354/http://www.eb1-vale-castanheiro.rcts.pt/activida.htm
- Associação Humanitária de Salreu http://www.ahsalreu.com/
- Grupo Motard Samaritanos http://www.gmsamaritano.com/